# Ausztrál törpesas
Az ausztrál törpesas (Hieraaetus morphnoides) a madarak (Aves) osztályának a vágómadár-alakúak (Accipitriformes) rendjébe, ezen belül a vágómadárfélék (Accipitridae) családjába tartozó faj.  A közelmúltban DNS-vizsgálatokkal megállapították, hogy a már kihalt, hatalmas új-zélandi Haast-féle sas közeli rokona.

## Rendszerezése
A fajt John Gould angol ornitológus írta le 1841-ben, az Aquila nembe Aquila morphnoides néven.

## Előfordulása
Ausztrália területén honos. Természetes élőhelyei a mérsékelt övi erdők, szubtrópusi és trópusi száraz erdő, síkvidéki esőerdők, füves puszták és cserjések. Állandó, nem vonuló faj.

## Megjelenése
Testhossza 55 centiméter, szárnyfesztávolsága 110-136 centiméter, testtömege 440-1250 gramm. a tojó nagyobb, mint a  hím. Sötét és világos színváltozata is létezik. Fején kis bóbitát visel és sötét foltokat. Csüdje tollas.
|  |

## Életmódja
Kisemlősökkel, nyulakkal, madarakkal, hüllőkkel és rovarokkal táplálkozik. Levegőben őrjáratozik, vagy egy fatetejéről lesi a prédáját.

## Szaporodása
Magas fákra gallyakból építi fészkét, levelekkel, fűszálakkal béleli ki.

## Természetvédelmi helyzete
Az elterjedési területe rendkívül nagy, egyedszáma pedig stabil. A Természetvédelmi Világszövetség Vörös listáján nem fenyegetett fajként szerepel.